# 聖老楞佐堂 (澳門)
聖老楞佐堂（葡萄牙語：Igreja de São Lourenço），通稱風順堂，是澳門最古老的三座教堂之一，由天主教澳門教區管理。位於風順堂街，澳門慈幼中學的正對面。
教堂所在的地區，昔日是高尚住宅區，所以教堂建築也顯得美侖美奐，華麗巍峨。時至今日，教堂仍然聳立於高台之上，周圍綠樹環繞，清幽怡人。堂側花園內現存一座石十字架，底座刻著“INRI 1627 e 1811”字樣，可證其歷史悠久。

## 名字典故
在很多年前，風順堂在華人口中是稱作風信堂的，改稱風順堂意謂順風順水。當年居澳的葡人大多為出海營商為生，他們的家人為求親人能平安歸來，多於此教堂祈禱希望得到航海主保聖老楞佐（又譯聖勞倫斯）的代禱。

## 歷史
聖堂實際建築年份已不可測，但據史料記載，推算出教堂是於1558年至1560年間左右由耶穌會會士創建的一座木製小教堂。而據教堂內一石刻上的碑文，第一次修葺應在1618年，第二次修葺在1768年，於1801年11月至1803年11月重建。於1844年至1846年再重建。以後尚有兩次大修葺，最近一次是於1954年。還有一次小修葺，最新的一次全面性的維修是2006年10月至2007年7月，工程由澳門文化局全資負責。至於現時教堂的規模則是在1844年改建後而成的。
澳門聖老楞佐堂區成立於十七世紀初葉(約1600年至1605年間。堂內病人之痊聖母祭台及其附屬小堂則於1618年建成。首任本堂神父其名是Tavares Maxis，任職三十八年之久。

## 建築形式
聖堂建築具葡萄牙色彩，正立面左右兩翼各有大鐘樓。堂內正中主祭台上有該堂主保聖人聖老楞佐聖像。左右兩側各有一小聖堂，上空鳥瞰成十字型。右側小堂內主位是病人之痊聖母聖像，其右側下，有一較小的耶穌聖聖嬰君王聖像，左側下則為出生於葡國里斯本的聖安多尼聖像。聖堂左側小堂內主位是耶穌聖心聖像，其右側下，有一較小的聖女嬰孩耶穌德肋撒聖像，左下側為聖女路濟亞聖像。此外，聖堂內面對正門兩側牆各有一小祭台，右側供奉聖若瑟聖像，左側為聖母無玷聖心像，教友座位中兩側亦各有一祭台，右側供奉聖方濟各沙勿畧聖像，左側為聖猶達宗徒聖像。

## 主保聖人

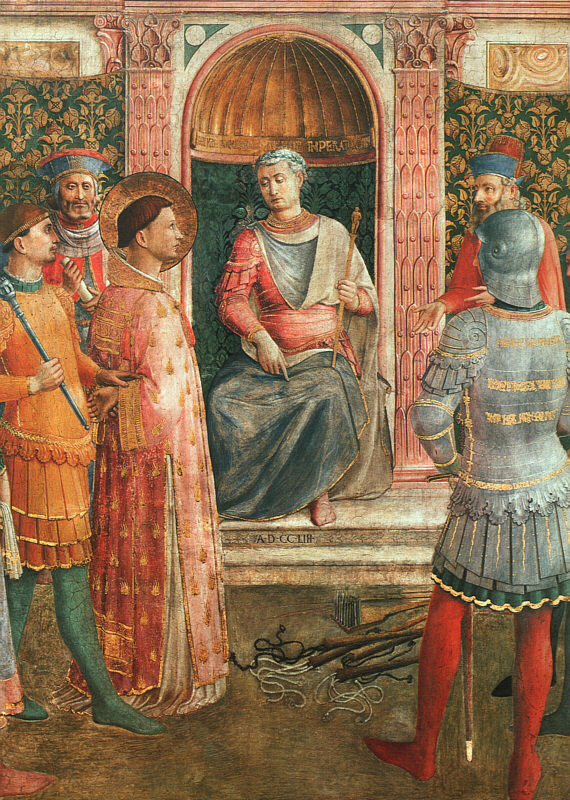
聖老楞佐

聖老楞佐是羅馬教會七位執事之一。掌管教會的財產，負責救濟窮人的工作。公元257年華肋良皇帝頒佈仇教的詔令。第二年，教宗聖西斯篤二世遇難。老楞佐將教會的錢財分施給窮人，羅馬總督以為教會一定有大批財產藏匿著，就派人傳老楞佐來將教會錢財全部獻出。老楞佐請他寬限幾天，他一定將教會的財寶帶到總督這兒來。總督接受老楞佐的請求，給予他三天的限期。
老楞佐在這三天內，將原來由教會維持生活的全體窮人召集，排成一大隊，這隊窮人浩浩蕩蕩向總督府進發。到了門口，老楞佐進去請總督出來看「教會的財寶」。總督一見大怒，問老楞佐這批人來做什麼。老楞佐道：「你不是要我獻出『教會的財寶』？在你跟前的這批人就是教會的財寶。」總督命人抬來一個鐵絲架子，下面放煤，將他放在鐵絲架子上，慢慢的烤炙。他的臉上發光，他的身體發出一股奇香。
老楞佐在鐵絲架上烤了好久，他轉過頭來，微笑對法官說：「把我的身體轉過來吧，這一邊已經烤得夠熱了。」刑吏上前，將他的身體翻過來。他道：「這一邊烤好了，你們可以吃了。」他受了長時期烤炙的慘刑，氣絕身亡，時為公元258年。

## 神職人員

### 現任和歷任主任司鐸
- 1954年至1981年：方啟仁神父（Cón. Manuel da Fonseca Moreira）
- 1981年至1996年：丁守仁神父（Pe. Dino dos Santos Parra）
- 1996年至1998年：鄧思恩神父（Pe. Tadeu Tang）
- 1998年至2005年：陳寶存神父（Pe. Francisco Xavier Chan）
- 2005年5月至2014年：袁偉明神父（Pe. Domingos Un）
- 2014年9月至2019年9月：周安智神父（Pe. Jojo Peter Ancheril, CMF）
- 2019年9月至2023年6月：柳在炯神父（Pe. James Ryu Jae Hyoung, BMC）
- 2023年6月至今：劉偉傑神父（Pe. Cyril Jerome Law）

### 現任和歷任助理主任司鐸
- 1962年至1981年：符泉神父（Pe. José Fu）
- 1996年至2006年：烏班諾神父（Pe. Urbano Fernandes）
- 2005年至2009年：何廣凌神父（Pe. Pedro Ho, SDB）
- 2009年至2014年：周安智神父（Pe. Jojo Peter Ancheril, CMF）
- 2014年9月：楊國輝神父（Pe. George Yeung）
- 2023年6月至2025年5月：胡侣圓神父（Pe. Ho Lu Vien James, SVD）
- 2025年6月至今：陳柏霖神父（Pe. Chan Pak Lam Bosco）

### 現任和歷任執事
- 2024年至2025年7月：蘇銘康執事（Diá. So Ming Hong Peter, SDB）

## 彌撒及禮儀時間

### 彌撒
- 主日彌撒：星期六晚7:30（英語）；星期日上午7:30（粵語）上午9:00（粵語）下午4:00（粤語）傍晚7:30（英語）
- 平日彌撒（星期一至六）：上午7:30（粤語）
- 明供聖體：星期一至六 上午8:00至傍晚6:00

## 節慶活動
每年10月的其中一個周末或周日為病人之痊聖母瞻禮有病人之痊聖母聖像出遊活動。

## 交通

### 公共巴士
M180 風順堂街（Rua S. Lourenço）
路線：9、16、18、28B

## 外部連結
- 天主教澳門教區
- 聖老楞佐堂的Facebook專頁

| 澳門歷史城區 |
| 建築 |
| 媽閣廟 \| 港務局大樓 \| 鄭家大屋 \| 聖老楞佐教堂 \| 聖若瑟修院大樓及聖堂 \| 崗頂劇院 \| 何東圖書館大樓 \| 聖奧斯定教堂 \| 市政署大樓 \| 三街會館（關帝廟） \| 仁慈堂大樓（仁慈堂博物館） \| 大堂（主教座堂） \| 大堂巷七號住宅（盧家大屋） \| 玫瑰聖母堂 \| 大三巴牌坊 \| 哪吒廟 \| 舊城牆遺址 \| 大炮台 \| 聖安多尼教堂（花王堂） \| 東方基金會會址 \| 基督教墳場（包括馬禮遜小教堂） \| 東望洋炮台（包括聖母雪地殿教堂及燈塔）（保育危機） |
| 前地 |
| 媽閣廟前地 \| 亞婆井前地 \| 崗頂前地 \| 議事亭前地 \| 板樟堂前地 \| 大堂前地 \| 耶穌會紀念廣場 \| 賈梅士前地 |
| 区内其他地点及街道 |
| 海事博物館 \| 妈阁斜巷 \| 妈阁街 \| 高楼街 \| 政府總部事務局 \| 聖若瑟教區中學第二、三校 \| 龙嵩正街 \| 亞美打利庇盧大馬路 \| 聖若瑟教區中學第四校 \| 澳門郵政局大樓 \| 聖物寶庫 \| 大三巴街 \| 天主教藝術博物館與墓室 \| 澳門博物館 \| 大炮台山 \| 花王堂街 \| 白鸽巢总站 \| 东望洋山 |

22°11′26.7″N 113°32′12.3″E / 22.190750°N 113.536750°E